# Pleocoma simi
Pleocoma simi är en skalbaggsart som beskrevs av Davis 1934. Pleocoma simi ingår i släktet Pleocoma och familjen Pleocomidae. Inga underarter finns listade i Catalogue of Life.